# Ámame como soy
Ámame como soy es el noveno álbum de estudio de Niña Pastori, publicado por Sony Music en 2015. En él, continua con el flamenco-pop que inició en el álbum anterior, y versiona canciones de otros artistas, esta vez ritmos latinoamericanos. Cuenta con tres temas inéditos: Yo tengo una cosa, Lo que yo daría y Eres tan pequeña, dedicada a su hija mayor, Pastora. Cuenta con las colaboraciones de Rubén Blades, Francisco Céspedes, Sara Baras y Juan Luis Guerra. El álbum fue ganador de un Grammy latino.

## Listado de canciones
1. Ámame como soy
2. El cantante (con Rubén Blades)
3. Te quiero te quiero
4. La quiero a morir
5. Hola Soledad (con Francisco Céspedes)
6. La música no se toca
7. Yo tengo una cosa
8. Usted abusó
9. Lo que yo daría
10. Remolino (con Sara Baras)
11. Si tú no bailas conmigo (con Juan Luis Guerra)
12. Eres tan pequeña

## Sencillos
1. La quiero a morir
2. Te quiero, te quiero
3. Remolino (con Sara Baras)

- Datos: Q56208941